# Asenath

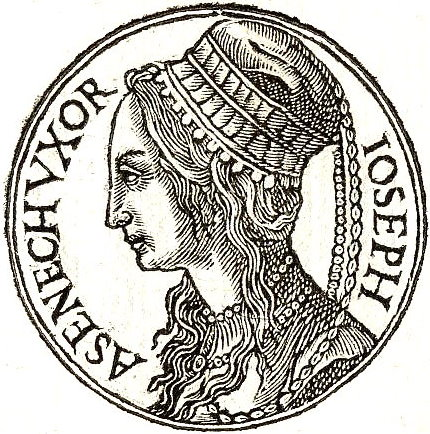
Asenath từ Promptuarii Iconum Insigniorum của Guillaume Rouillé

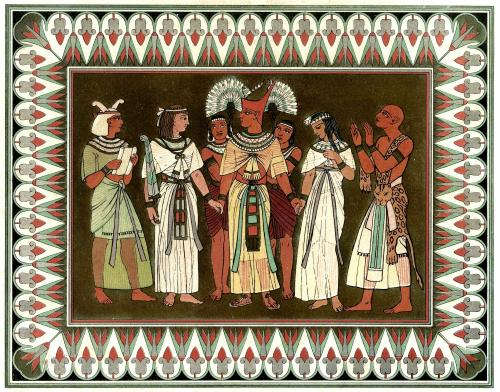
Joseph và Asenath

Asenath, Asenith và Osnat (/ˈæsɪnæθ/, Hebrew: אָסְנַת, Tiêu chuẩn: ʾAsənat, Tiberian: ʾĀsenaṯ) là một nhân vật trong Sách Sáng thế (41:45, 41: 50-52), bà là một phụ nữ Ai Cập được Pharaoh đã ban cho làm vợ của Joseph, con trai của Jacob. Là con gái của Potodesah, một tư tế của Heliopolis, bà có hai con trai với Joseph, Manasseh và Ephraim, người đã trở thành tộc trưởng của các bộ lạc Israel của Manasseh và Ephraim.

## Trong các văn bản Hy Lạp
Genesis không ghi gì thêm về Asenath, nhưng câu chuyện của bà được chi tiết hóa trong kinh ngụy tác tường thuật Joseph và Aseneth. Ở đó, bà là một trinh nữ đã từ chối một vài người cầu hôn xứng đáng để đi theo Joseph, nhưng Joseph sẽ không chấp nhận một người vợ ngoại đạo. Bà nhốt mình trong một tòa tháp và chối từ sùng bái tượng thần của mình để tôn thờ vị thần của Joseph, Yahweh, và nhận được một chuyến viếng thăm từ một thiên thần chấp nhận sự cải đạo của bà. Một nghi thức liên quan đến một tổ ong diễn ra sau đó. Những con ong che chở bà và cắn môi bà để xóa những lời cầu nguyện sai lầm đến các vị thần ngoại giáo trong quá khứ của bà. Joseph bây giờ đồng ý kết hôn với bà ấy. Họ có hai con trai Manasseh và Ephraim.
Con trai của Pharaoh muốn Asenath là của ông ta, tuy nhiên, và với sự trợ giúp của anh của Joseph là Dan và Gad, ông ta âm mưu giết chồng bà. Người anh em trung thành Benjamin can thiệp, và cuối cùng con trai của Pharaoh bị giết.
Asenath tha thứ cho những kẻ âm mưu, sau đó bà và Joseph cai trị Ai Cập trong 48 năm, sau đó họ trao vương miện cho cháu trai của Pharaoh.

## Văn học Rabbinical
Midrash Pirke De-Rabbi Eliezer ghi lại một điểm cho rằng Asenath thực sự là con gái của chị của Joseph Dinah, thụ thai do bị Shechem cưỡng bức. Câu chuyện kể rằng bà được các thiên thần đưa đến Ai Cập, nơi bà được nhận nuôi. Trong một số phiên bản, bà được xác định bởi một tấm bảng đặc biệt mà Jacob đặt quanh cổ bà, mang tên của Chúa và/hoặc câu chuyện về sự thụ thai của bà.

## Cái tên Asenath ngày nay
"Asenath" hoặc "Osnat" (Hebrew: אָסְנַת, Tiêu chuẩn: Osnát, Tiberian: ʾåsənaṯ) là tên nữ thường được sử dụng ở Israel ngày nay. Asenath cũng là tên của một nhân vật trong truyện ngắn của HP Lovecraft, " The Thing on the Doorstep ".